# آراف‌ای ریسورس (ای۴۸۰)
آراف‌ای ریسورس (ای۴۸۰) (به انگلیسی: RFA Resource (A480)) یک کشتی بود که طول آن ۶۴۰ فوت ۱ اینچ (۱۹۵٫۱۰ متر) بود. این کشتی در سال ۱۹۶۶ ساخته شد.